# Alberona

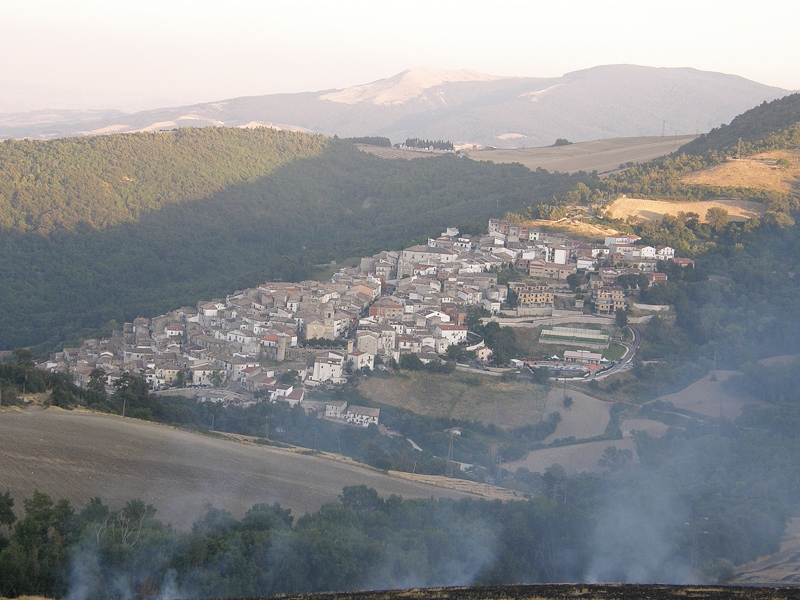
Blick auf Alberona 2009 während die Felder brennen

Alberona ist eine süditalienische Gemeinde in der Provinz Foggia in der Region Apulien mit 857 Einwohnern (Stand: 31. Dezember 2023) und ist Mitglied der Vereinigung I borghi più belli d’Italia (Die schönsten Orte Italiens). Schutzpatron des Ortes ist der hl. Johannes der Täufer.

## Geographie
Alberona liegt auf einer Höhe von 732 Metern über dem Meer. Das Gemeindegebiet umfasst eine Fläche von 49,75 km². Die Nachbargemeinden sind Biccari, Lucera, Roseto Valfortore, San Bartolomeo in Galdo, Volturara Appula und Volturino. Der Ort grenzt an die Provinz Benevento an.